# Palazzo Guiccioli
Il Palazzo Guiccioli si trova nel centro di Ravenna, in via Cavour. Dal 29 novembre 2024 ospita il Museo Byron e il Museo del Risorgimento.

## Storia
Divenne celebre perché vi soggiornò nell'Ottocento il poeta George Byron con Teresa Gamba Guiccioli, figlia e sorella di Ruggero e Pietro Gamba coinvolti nei moti carbonari del 1820-21. Nel palazzo visse anche per alcuni anni Luigi Carlo Farini, medico ravennate, noto esponente della scena culturale e politica della stagione risorgimentale italiana.
L'edificio è diventato negli anni 2020 un polo museale che conserva ed espone una collezione di oggetti legati a George Byron e al periodo del Risorgimento, entrambe di proprietà del Comune di Ravenna.

## Museo Byron
Il Museo Byron, inaugurato a Palazzo Guiccioli a novembre 2024, espone oggetti legati al poeta inglese George Gordon Byron, che nel 1819 a Venezia conobbe Teresa Gamba, sposata da un anno con il ricco e anziano conte Guiccioli: i due iniziarono una relazione e i due, verso la fine del 1819, si stabilirono a Ravenna, dove i Guiccioli vivevano. Nella città romagnola Byron scrisse varie opere poetiche e altri scritti e aderì alla Carboneria, avendo contatti con il padre e il fratello di Teresa Gamba. A seguito del fallimento dei moti insurrezionali del 1820-1821 i due amanti decisero di lasciare Ravenna e trasferirsi a Pisa. Teresa Gamba conservò vari gioielli e memorabilia del poeta che costituiscono parte della collezione.

## Museo del Risorgimento
La collezione di dipinti, sculture, incisioni, fotografie, armi, divise, manifesti, medaglie e cimeli vari, carteggi e bandi, editti, proclami e di altri materiali a stampa deriva dalla Collezione Risorgimentale Classense, originata a sua volta dalle donazioni di privati cittadini, dalla Collezione Mario Guerrini, donata come lascito testamentario al Comune di Ravenna nel 2002, e da altri oggetti legati al Risorgimento di proprietà della Fondazione Cassa di Risparmio di Ravenna.

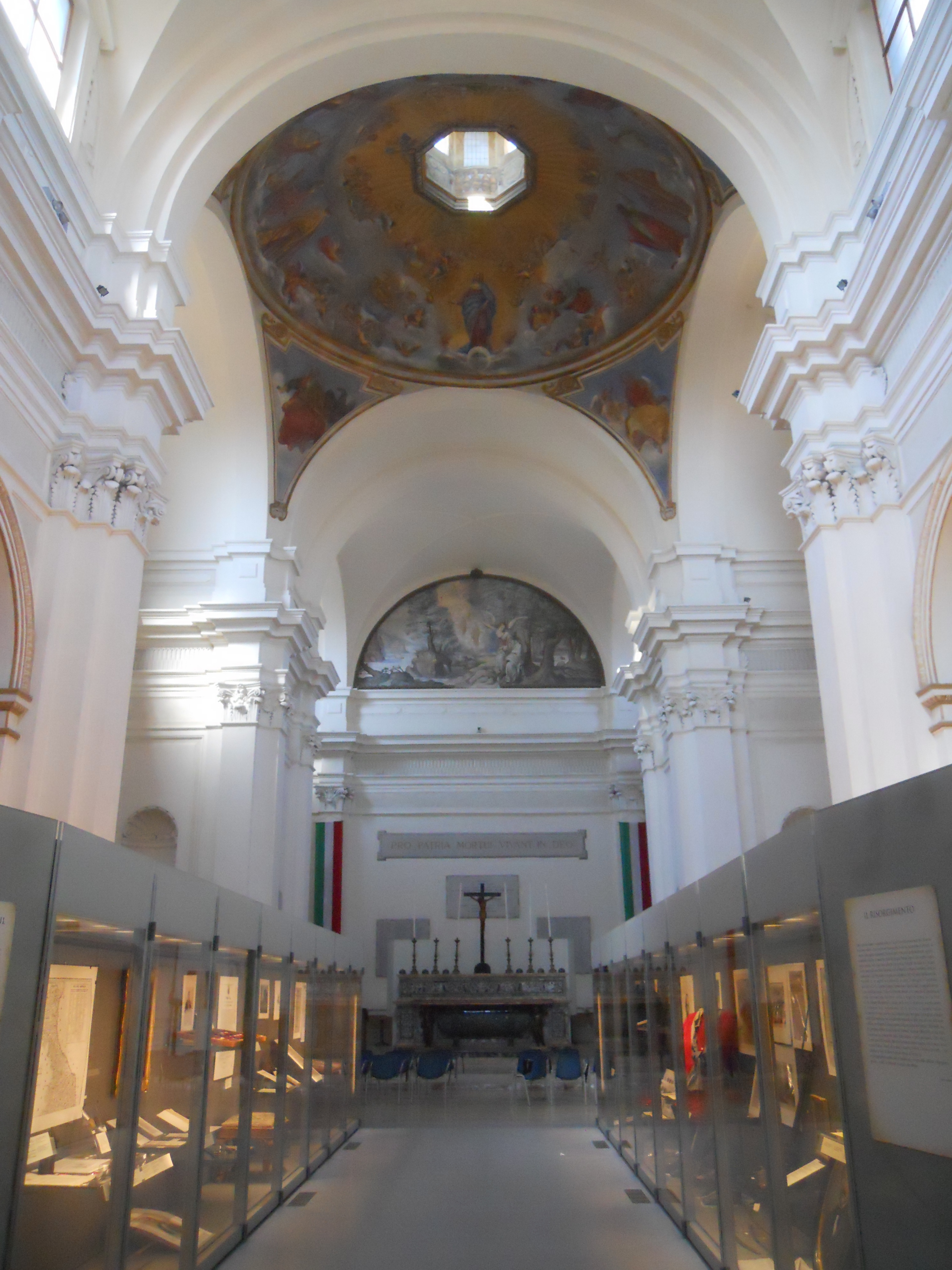
Interno della ex chiesa di San Romualdo nel 2014, quando vi era ancora allestito il Museo del Risorgimento

Inaugurato a Palazzo Guiccioli a novembre 2024, tra il 1997 e il 2019 Il museo del Risorgimento era ospitato nella ex Chiesa di San Romualdo, restando chiuso tra in 2002 e novembre 2004 per un importante restauro conservativo dell'edificio religioso.